# 手塚治虫が消えた!? 20世紀最後の怪事件
『手塚治虫が消えた!? 20世紀最後の怪事件』（てづかおさむがきえた 20せいきさいごのかいじけん）は、2000年12月5日に放映された日本のテレビアニメ。

## 概要
ABC開局50周年記念として放送された年末テレビ特番『手塚治虫スペシャル 20世紀最後の怪事件 〜鉄腕アトムの名推理!〜』のメインコーナーとして製作された。手塚プロ製作のアニメパートとゲスト出演者によるトークコーナーで構成され、トーク中に事件が起こるといった仕掛け（フェイクドキュメンタリードラマ）も行われた。
アニメパート『手塚治虫が消えた!? 20世紀最後の怪事件』は、1999年にTBS系『年越し38時間生放送 超える!テレビ』内で放送された『ミレニアム・カウントダウン 手塚治虫アカデミー大賞』に続く年末特番アニメの第2弾で、「2000年に手塚治虫が存命だったら」というifストーリーで推理仕立ての作品となっている。
2009年5月5日と6日には、手塚治虫生誕80周年記念『手塚治虫劇場 こどもの日映画上映会』として千葉市美浜で他の手塚治虫作品と共に劇場上映されている。

## ストーリー
2000年大晦日、手塚作品のキャラクター達「手塚ファミリー」が天馬博士の屋敷に原作者・手塚治虫を呼び20世紀最後の年越し大宴会を催すことになった。しかし、最上階の手塚の部屋から警報が鳴り、皆が慌てて部屋に入ってみると手塚は忽然と消えていた。部屋には鍵がかけられており、開け放たれた窓は全て割れ、床には血痕とロープの切れ端があったが、屋敷を隈なく探してみても手塚は発見されなかった。手塚治虫は一体どうなってしまったのか、アトムが見事推理する。

## 登場人物
手塚治虫
声 - 小林恭治
手塚作品の作者その人。自分の作ったキャラクター達からパーティに呼ばれる。最上階の宿泊部屋にアトムを呼び、「最近誰かに監視されている気がする」と打ち明けた後、部屋から忽然と消えていた。
実は人工皮膚のバイオマスクで天馬博士に成りすまし、密室トリックを行っていた。
小林恭治は『手塚治虫物語 ぼくは孫悟空』で成人後の作者の声を充てている。
アトム
声 - 清水マリ
本作の主人公。色々な証拠から密室トリックの犯人を推理する。
『鉄腕アトム』から登場。清水マリはアニメ第1作以降演じていた。
お茶の水博士
声 - 勝田久
大きな鼻が特徴の博士。事件当時はホールにいたと言うが、しきりに暖炉を気にしていた。
実は暖炉の上の像を割ってしまったのを隠していた。
『鉄腕アトム』から登場。勝田久はアニメ第1作以降演じていた。
サファイア
声 - 冬馬由美
男装の騎士。何か大事そうに紙袋を抱えている。事件当時は手塚の部屋の前にいた。
実は袋の中身は手塚にプレゼントするために編んでいた未完成の手作りベレー帽であった。
『リボンの騎士』から登場。冬馬由美はKYOTO手塚治虫ワールド上映版で演じており、その為、話し方や振る舞いも女性らしさが出ていた。
写楽保介
声 - くまいもとこ
普段は無邪気だが額のバンソーコーを取ると好戦的な性格に変わる三つ目の末裔。事件当時にピノコにケーキの生地をかけられバンソーコーが剥がれ、持ち前の頭脳で手塚の部屋の鍵を簡単に開け、さらに本作の事件の重要な物を持っていた。
『三つ目がとおる』から登場し、声優もテレビアニメ版と異なっており、一人称も本来の三つ目の時のみ「俺」になっている。
和登千代子
声 - 松井菜桜子
写楽の友人。事件当時、何故か外の中庭に出ており、指には怪我を手当てした痕があった。
実は指の怪我は中庭のバラを触ろうとした時にトゲで手を切ったものだった。
『三つ目がとおる』から登場。松井菜桜子はテレビアニメ版で演じており、一人称もアニメ版の「ボク」ではなく、「私」になっている。
天馬博士
声 - 大木民夫
アトムの開発者。今回の大晦日の主催者で自分の屋敷でパーティを開く。アニメ版の冷酷さは全くない温厚な性格でアトムや他の手塚キャラを快く迎え入れてくれた。実験中の事故で足を怪我しており、自ら開発したエア噴射で浮遊可能な車椅子に乗っている。何故か手塚がストーカー被害を受けていたことを知っており、車椅子の端からロープの切れ端が見えていた。
実は人工皮膚の研究をしており、それを使い手塚に協力をしていた。ストーカー被害のことを知っていたのも手塚が化けていたからである。
『鉄腕アトム』から登場。大木民夫はアニメ第2作で演じていた。
ブラック・ジャック
声 - 大塚明夫
天才医師。宿泊部屋は手塚治虫の隣で、事件当時は自分の部屋で手塚の部屋から物音が聞こえたのを聞いている。
部屋には血の付着したメスが隠されていたが、それは手塚が使用したものだった。
『ブラック・ジャック』から登場。デザイン等はOVAに準じており、大塚明夫はOVA版以降演じている。
ピノコ
声 - 水谷優子
ブラック・ジャックの助手。「ブラック・ジャックと結婚させろ」と手塚に詰め寄っている。事件当時は厨房でケーキを作っていた。
『ブラック・ジャック』から登場。水谷優子はOVA・テレビアニメ版で演じていた。
ひげおやじ
声 - 富田耕生
自称名探偵、本名は「伴俊作」。事件直後に訪れ、ハムエッグを捕まえる。
『鉄腕アトム』他から登場。富田耕生は『ジェッターマルス』以降多くの作品でヒゲオヤジを演じている。
ロビタ
声 - 大竹宏
お手伝いロボット。本作ではピノコと共にコメディリリーフ的役割で、無茶をするピノコを止めようとして酷い目に遭っている。
原典は『火の鳥 復活編・未来編』から。ただしデザインは今作オリジナル。後の『ASTRO BOY 鉄腕アトム』登場時ともデザインは異なる。
ハムエッグ
声 - 大竹宏
事件当初、外から屋敷を窺っていた不審人物。
自分を主役にした漫画を描いてもらおうと、手塚をストーカーのように付けまわしていた。
『鉄腕アトム』他から登場。
火の鳥
声 - 冬馬由美
物語の最後に現れたキャラクター。手塚をコスモゾーンへと導く。
『火の鳥』から登場。
ウラン
声 - 本井えみ
アトムの妹。会場で待っていた手塚キャラクター達の一人。
『鉄腕アトム』から登場。本井えみはKYOTO手塚治虫ワールド上映版で演じていた。
他にもマグマ大使・ビッグX・渡メルモ・ユニコ・孫悟空・トリトン・アセチレン・ランプなどが集まっていた。
ヒョウタンツギ
ギャグキャラクター。屋敷の中に大量に仕舞われていた。
手塚作品においてもモブキャラとして登場する。

## スタッフ
- 監督 - 桑原智
- 脚本 - 神高直子、桑原智
- 作画監督 - 西田正義
- 美術監督 - 岡田和夫
- 音楽 - 川村栄二[1]
- 撮影 - 高橋プロダクション
- 編集 - 森田編集室
- アニメーションプロデューサー - 宇田川純男
- 製作 - 手塚プロダクション

## ゲストパート出演者
- 草野仁 - 司会
- 今田耕司 - 司会
- 山口もえ
- 小野武彦
- 高橋英樹
- 辰巳琢郎
- 高木美保
- さとう珠緒
- 藤子不二雄Ⓐ
- 藤井隆 - ディレクター 役